# Randers Kommune (1970–2006)
| Strukturdaten       | Strukturdaten   |
| ------------------- | --------------- |
| Sitz der Verwaltung | Randers         |
| Fläche              | 153,64 km²      |
| Einwohner           | 62.197 (2004)   |
| Kommune seit 2007   | Randers Kommune |

Randers Kommune war bis Dezember 2006 eine dänische Kommune im damaligen Århus Amt in Jütland. Seit Januar 2007 ist sie zusammen mit Nørhald Kommune, Purhus Kommune und Langå Kommune (ohne die drei südlichsten Kirchspiele), sowie dem westlichen Teil von Sønderhald Kommune und dem Gebiet von Havndal in Mariager Kommune Teil der neuen Kommune Randers.
Randers Kommune wurde im Rahmen der Verwaltungsreform von 1970 gebildet und umfasste folgende Sogn:
- Borup Sogn
- Dronningborg Sogn
- Gimming Sogn
- Haslund Sogn
- Hornbæk Sogn
- Kristrup Sogn
- Lem Sogn
- Råsted Sogn
- Sankt Andreas Sogn
- Sankt Clemens Sogn
- Sankt Mortens Sogn
- Sankt Peders Sogn
- Tånum Sogn
- Vorup Sogn
- Ølst Sogn